# 山口県道110号岩国錦帯橋空港線
山口県道110号岩国錦帯橋空港線（やまぐちけんどう110ごう いわくにきんたいきょうくうこうせん）は、山口県岩国市を通る一般県道である。

## 概要
岩国錦帯橋空港から岩国市昭和町3丁目に至る。2012年（平成24年）3月30日、岩国飛行場の軍民共用化（同年12月13日）に先立って、岩国錦帯橋空港ターミナルへのアクセスを目的としてそれまでの岩国市道が県道の路線認定を受けた。

### 路線データ
- 起点：岩国市旭町1丁目（岩国市岩国錦帯橋空港[1]、同市旭町1丁目702の6地先[3]：岩国錦帯橋空港前）
- 終点：岩国市昭和町3丁目（岩国市昭和町3丁目[1]2225の1地先[3]：昭和橋交差点[2]、国道2号交点）
- 総延長：2347.2 m[3]

## 歴史
- 2012年（平成24年）3月30日 - 山口県告示第107号により認定される[1]。

## 路線状況

### 道路施設

#### 橋梁
- 新連帆橋[2]（錦川本川（通称「今津川」）、岩国市）

## 地理

### 通過する自治体
- 岩国市

### 交差する道路
| 交差する道路 | 交差する場所 | 交差する場所        |
| ------------ | ------------ | ------------------- |
| 国道2号      | 昭和町3丁目  | 昭和橋交差点 / 終点 |

### 沿線
- 岩国錦帯橋空港[2]
- 岩国総合庁舎
- 岩国市立東小学校
- 岩国市立東中学校
- JR西日本山陽本線・岩徳線 岩国駅[2]